# 임진모
임진모(任珍模, 1959년 8월 11일 ~ , 경기도 부천)는 대한민국의 대중음악 평론가 겸 방송인이다. 저서로 《우리 대중 음악의 큰 별들》, 《젊음의 코드, 록》 등이 있다.

## 생애
중학교 시절, 그는 홍콩의 전설적 무술 배우였던 이소룡의 광팬이었다. 코스모스 백화점에서 남대문으로 이어지는 뒷골목을 기웃거리며 이소룡이 등장하는 스크린, 로드쇼 등의 잡지를 구하다가 자연스레 팝송과 접하게 됐고, 중3 때 고교 배치고사가 끝난 후 고등학교 입학 때까지 4개월여를 쉬면서 라디오에 귀를 기울였다. 당시 존 레논, 로보, 카펜터스, 신중현, 이장희는 말 그대로 그의 "이성을 잃게 만들어" 인생을 바꿔버렸다. 그래서 세운 인생의 목표가 음악평론이었다.
고1 때 음악평론가가 되기로 결심하여 고려대학교에 진학해 전공을 택할 때도 이 목표와 제일 가까운 것이 사회학이라 생각해 이를 전공으로 택했고, "팝송 기사를 쓰고 싶어" 1984년 언론사 입사 시험에 합격해 경향신문 기자가 된다. 그러나 내외경제신문(현 헤럴드경제)으로 옮겨 퇴직하기까지 방송연예 분야를 담당하느라 음악 관련 기사는 한 줄도 쓰지 못했다. 1991년 음반 제작과 음악 평론에 대한 청운의 꿈을 안고 퇴사한 그는 연거푸 실패를 겪다가 마침내 1993년 아카펠라 보컬 음악 그룹 인공위성의 성공으로 빚을 청산한다. 그해 수집해둔 자료를 바탕으로 《팝 리얼리즘 팝 아티스트》를 발간하고 대중음악 서적계를 강타했다. 이에 스케줄이 많아져 1994년 인공위성 일을 접었다.
MBC 표준FM에서 일요일 오후 5시에 임진모의 오일팝송(《지금은 라디오 시대》 코너)에 2008년 7월부터 10월까지 출연 후 하차하다가 최근 다시 합류하고 있으며, MBC FM4U에서 목요일 오후 7시에 스쿨 오브 락(《배철수의 음악캠프》 코너)을, TBS 교통방송에서 임진모의 마이웨이를 진행하고 있다. 2021년 9월부터 2025년 5월까지, 강연기업 <오간지프로덕션> 전속 연사로 활동했다.

## 저서
- 《팝 리얼리즘 팝 아티스트》
- 《시대를 빛낸 정상의 앨범》
- 《록, 그 폭발하는 젊음의 미학》
- 《팝, 경제를 노래하다》

## 진행

### 라디오
- 모락모락 음모론 (최양락의 재미있는 라디오)
- 임진모의 뮤직 스페셜 (MBC 표준FM, 2008년 7월 ~ 10월)
- 오일팝송→반반한가요 (지금은 라디오 시대)
- 스쿨 오브 락 (배철수의 음악캠프)
- 임진모의 마이웨이 (TBS 교통방송, 2018년 3월 26일 ~ 2020년 2월 23일)
- 유행가, 시대를 노래하다 (MBC 표준FM, 2021년 1월 1일 ~ 2021년 12월 31일)

## 수상 경력
- 2006년 : MBC 연기대상 라디오 부문 공로상
- 2011년 : 제5회 다산대상 문화예술 부문 대상

## 가족 관계
- 배우자 : 원소영
  - 아들 : 임현준 (1989년 ~ 2021년 8월 6일)
  - 자녀 : 임효나, 임선희

## 같이 보기
- 강헌